# Geotrypetes pseudoangeli
Espèce
Statut de conservation UICN

 DD  : Données insuffisantes
Geotrypetes pseudoangeli est une espèce de gymnophiones de la famille des Dermophiidae.

## Répartition
Cette espèce se rencontre :
- dans les environs de Ganta dans le comté de Nimba au Liberia ;
- dans les environs de Beyla dans la région de Nzérékoré en Guinée.

## Publication originale
- Taylor, 1968 : The Caecilians of the World: A Taxonomic Review. Lawrence, University of Kansas Press.